# Малые Черноконцы
Малые Черноконцы (укр. Малі Чорнокінці) — село в Колындянской сельской общине Чортковского района Тернопольской области Украины.
Население по переписи 2001 года составляло 585 человек. Почтовый индекс — 48525. Телефонный код — 3552.